# Otto Dreyer
Otto Dreyer, född den 4 december 1837 i Hamburg, död den 3 maj 1900 i Meiningen, var en tysk teolog.
Dreyer var under nära tre decennier verksam i Gotha och blev därefter 1891 överkyrkoråd i Meiningen. Han tillhörde protestantföreningen och förfäktade i flera arbeten den nyrationalistiska riktningen. Han författade bland annat Undogmatisches christenthum. Betrachtungen eines deutschen Idealisten (1888; 4:e upplagan 1890).